# Jequitaí
Jequitaí är en kommun i Brasilien.   Den ligger i delstaten Minas Gerais, i den sydöstra delen av landet, 400 km öster om huvudstaden Brasília. Antalet invånare är 8 010.
Omgivningarna runt Jequitaí är huvudsakligen savann. Runt Jequitaí är det mycket glesbefolkat, med 6 invånare per kvadratkilometer.